# NGC 2338
NGC 2338 је расејано звездано јато у сазвежђу Једнорог које се налази на NGC листи објеката дубоког неба.
Деклинација објекта је - 5° 43' 0" а ректасцензија 7h 7m 43,0s. Привидна величина (магнитуда) објекта NGC 2338 износи 12,4. NGC 2338 је још познат и под ознакама *Grp ?.